# Sidama
Sidama je jedním ze svazových států (kililoch) Etiopie, který vznikl 18. června 2020 oddělením od tehdejšího Státu jižních národů, národností a lidu na základě referenda z listopadu 2019, ve kterém se většina hlasujících (98 %) rozhodla pro to, aby se dosavadní oblast Sidama od státu oddělila a stala se autonomním státem v rámci Etiopie. Hlavním a zároveň největším městem regionu je Awasa. Stát v rámci Etiopie sousedí převážně s Oromií, na západě a částečně též na jihu sousedí s Jižní Etiopií, přičemž většinu hranice mezi Sidamou a Jižní Etiopií tvoří řeka Bilate.
Sidama je hlavní oblastí Etiopie v produkci kávy.
Obyvatelstvo tvoří Sidamové (93 %, pro ty je region jejich vlastí), Oromové (2,53 %) , Amharové (1,9 %) a další. Pro většinu obyvatelstva je mateřským jazykem sidamština (94 %). Dalšími mateřskými jazyky jsou amharština (2,14 %) a oromština (2,07 %). 
Z náboženství má nejvíce věřících protestantství 84 %, 3,35 % jsou etiopští pravoslavní, 4,6 % jsou muslimové, 3 % jsou katolíci a 2,8 % praktikuje tradiční náboženství.
Sidama je dále rozdělena na několik distriktů (woredas):
- Aleta Wendo
- Arbegona
- Aroresa
- Awassa Zuria
- Bensa
- Bona Zuria
- Boricha
- Bursa
- Chere
- Chuko
- Dale
- Dara
- Gorche
- Hula
- Loko Abaya
- Malga
- Shebedino
- Wensho
- Wondo Genet